# Kuglački klub Fortuna Đakovo
KK Fortuna je kuglački klub iz Đakova. 
Trenutačno se natječe u 2. hrvatskoj ligi - istok. Nastupa na kuglani Fortuna koja je izgrađena 1998. godine. Od ove sezone nastupa pod sponzorskim imenon KK Fortuna-Klobučar, dok se ranije zvao KK Fortuna-Sun Truck.

## Vanjske poveznice
- službene stranice kluba